# Frode Øverli
Frode Øverli, född 15 augusti 1968 i Bergen, är en norsk serietecknare, mest känd för serien Pondus. Han har tidigare även bland annat tecknat Riskhospitalet och arbetat för serietidningen Pyton. Han fick Adamsonstatyetten 2006.